# 聖トマス大学
聖トマス大学（せいトマスだいがく、英語: St. Thomas University / Sapientia University / St. Thomas University of Osaka）は、兵庫県尼崎市若王寺にあった私立大学である。1963年に設置され、2015年に廃止された。大学の略称は聖トマス大。

## 概観

### 大学全体
カトリック大阪大司教区が創設したミッションスクールで、日本で唯一のカトリック教区立大学であり、近畿圏では唯一の男女共学のカトリック大学であった。
2007年5月27日に、旧名の「英知大学」から改称した。大学名の由来はカトリックの聖人であるトマス・アクィナスにちなむ。改称の理由は、カトリック系大学の国際的な組織である｢聖トマス・アクィナス大学国際協議会=IC-USTA(International Council of Universities of Saint Thomas Aquinas)｣の正会員となるために「聖トマス」の名を大学名称に入れる必要があったためとされている。ただし、新聞報道によれば、「英知（えいち）」の語感が「エッチ（変態）」に近く、実際に「エッチ大」という蔑称が使われていたことや、アダルト系雑誌を発行していて著名であった英知出版との混同を避ける意味もあったものとされている。同様の例としては、近畿大学の英称「Kinki University」が「Kinky」（変態）と語感が似ていたことから日本国外で困惑されたり注目を浴びたりしたため、「Kindai University」への改名した例が挙げられる。
2010年に唯一の学部だった人間文化共生学部の新入生の募集を停止し、廃校か統廃合が予想されていた。ローリエイト・エデュケーションに加わった2011年以降には国際教養学部と健康科学部の設立設置認可を企図したが、なぜか構内には風水施設や「願いをかなえる」という白いゾウの巨大な置物などカトリックの教えに反するという施設がいくつも造られていた。2013年3月にカトリック大阪大司教区からの通達により、カトリックミッションスクールを取り下げられた。その後、学制改革と「日本国際大学」への大学名改称によって学生募集を再開しようとしたものの、書類の虚偽・不備によって文科省が認可を下ろさず、加えて2年間の設置認可の申請を禁じる処分を受け、再建計画が頓挫した。以降も15年からの看護系学部単科の開設を目指したが、2014年2月に教員の希望退職を募り、4月以降は学部生が一人もいない、大学院の研究生１人のみが在籍している状態となった。2015年3月末日をもって閉学、設置者の学校法人英知学院も解散することとなり、4月17日、廃止が認可された。
同じカトリック系の大学である上智大学とは日本グリーフケア研究所の移管などで関係があり、南山大学とは聖トマス大学・南山大学対抗運動競技大会（英南戦）等をしていた。両校とは教員間も交流があった。隣接した百合学院は前身の短期大学を設置した法人で、現在は法人分離しているが、宗教的なつながりはあったほか、2015年10月より卒業証明書等の発行業務を継承している。

### 建学の精神（校訓・理念・学是）
建学の精神は、カトリック精神にもとづき、「真理にいたる英知と力をそなえ、自立した人間」を養成することとする。

### 教育および研究
人間文化共生学部の人間発達科学科では、幼稚園と小学校の教員免許状を取得できた。

## 沿革

### 略歴
聖トマス大学は、1963年に設立された英知大学を母体とする。当初は神学部神学科のみの単科大学であったが、翌年に文学部に改組した。1996年には大学院を新設し人文科学研究科を設ける。2008年には文学部を人間文化共生学部に改組した後、大阪府大阪市のカトリック大阪センターに「梅田キャンパス」を2011年4月に新設する構想を持っていた。
だが、新設の人間文化共生学部も学生募集に苦戦したことから、2009年6月、2010年度(平成22年度)以降の学生募集を停止し、他大学との合併等を検討すると発表した。在学生に対しては他大学への転入の斡旋を始めた。
2010年11月、聖トマス大学はアメリカ合衆国に本部を置くローリエイト・エデュケーションに加盟し、方針の転換を図った。校地の不動産の一部の売却などで財政が安定したとして、2011年6月、来る2012年度より名称を「日本国際大学」に変更し、国際教養学部、健康科学部を新設する、という方針を公表した。
しかし、2011年8月、文部科学省に提出した12年度の開設認可書類に、学長や外国人専任教員予定者の職歴・学歴について虚偽の申告が見つかり、申請を取り下げるとともに、日本国際大学への改称も見送った。それにともない、文科省から2014年度(平成26年度)までの2年間は学部の認可申請を認めない処分を受けた。
学生募集停止の結果2014年3月に学部生が全て卒業し、同年4月以降は在校生がゼロとなった。同大学では敷地の一部を売却することで財源を確保しつつ、2015年度に看護学部（定員100人）を新設し学生募集を再開する方針だった。しかし2014年5月に2015年度の学部新設を断念したことが明らかになり、同年11月3日、学長のスティーブン・リンより、2015年3月をもって聖トマス大学を廃止し、学校法人「英知学院」を解散することが発表された。2014年4月以降、大学院博士課程に研究生が1名いたのみで、学部生・大学院生はいなかったため、在校生の転学等の手続きは行われなかった。その研究生の在籍期間が2015年3月までだったため、在籍期間終了をもって大学自体を閉学することになった。
跡地について、図書館・研究棟などを含む約13,300平方メートルが尼崎市に寄付されるほか、グラウンド西側部分（約3,900平方メートル）を尼崎市に、同東側及び体育館・クラブハウス等（約8,800平方メートル）を隣接する百合学院にそれぞれ売却する方針が明らかにされている。尼崎市では老朽化している一部校舎を取り壊す一方で、教育総合センターや尼崎健康医療財団の看護専門学校を同地に移転し、新たに「子どもの育ち支援センター」を設置する等の方針を明らかにしている。2019年10月1日、旧校舎に子どもの育ち支援センター「いくしあ」、図書貸出施設の「アマブラリ」、小ホール「あまぽーと」などから構成される「尼崎市立ユース交流センター」が開設された。

### 年表
- 1955年2月 学校法人百合学院設立
- 1962年4月 カトリック大阪教区（教区長・田口芳五郎司教）から土地の寄付をうけて、学校法人百合学院が前身となる英知短期大学を開学
- 1963年4月 神学部神学科設置をもって英知大学創立
- 1964年4月 文学部開設（神学科、英文学科）
- 1965年4月 文学部にイスパニア文学科増設
- 1968年4月 文学部にフランス文学科増設
- 1970年 学校法人英知学院設立、学校法人百合学院より経営移管
- 1974年3月 英知短期大学を廃止
- 1977年6月 英知大学附属図書館、チャペルが完成
- 1982年4月 文学部英文学科、イスパニア文学科、フランス文学科をそれぞれ英語英文学科、イスパニア語イスパニア文学科、フランス語フランス文学科に改称
- 1983年5月 アメリカのローラス大学と姉妹校関係締結
- 1985年4月 神学研究所を改組し、キリスト教文化研究所を開設
- 1993年4月 文学部に国際文化学科増設
- 1994年7月 国際言語教育センターを開設
- 1996年4月 大学院人文科学研究科宗教文化専攻、英語学英米文学専攻博士課程（前期）設置。情報科学教育センターを開設
- 1997年5月 フランスの西カトリック大学（当時）と姉妹校関係を締結
- 1998年
  - 1月 中国の蘇州鉄道師範学院（当時。現・蘇州科技学院）と姉妹校関係を締結
  - 4月 大学院人文科学研究科博士課程（後期）設置
  - 4月 人文科学研究室、国際言語研究室を設置。スペインの教皇庁立サラマンカ大学と姉妹校関係を締結
  - 7月 スペインのレオン大学と姉妹校関係締結
  - 9月 サピエンチア・タワー竣工
- 2000年4月 文学部イスパニア語イスパニア文学科をスペイン語スペイン文学科に改称
- 2004年1月 アメリカのワシントン州立大学を姉妹校関係を締結
- 2004年4月 文学部を人間学科、英語英文学科、国際文化・言語学科に改組
- 2007年5月 名称を聖トマス大学に変更
- 2008年4月 文学部を人間文化共生学部に、人間学科を人間文化学科に、英語英文学科と国際文化・言語学科を多文化共生学科に改組。人間発達科学科を増設
- 2009年4月 学部、大学院の最後の学生募集。4月 日本グリーフケア研究所を設立。
- 2010年
  - 4月 学部、大学院の学生募集を停止。日本グリーフケア研究所を上智大学へ移管。
  - 11月 ローリエイト国際大学ネットワークに加盟
- 2011年
  - 6月 次年度より名称を日本国際大学に変更し、国際教養学部、健康科学部を新設、という予定を公表
  - 8月 上記の大学名称変更、学部新設の方針を取り下げ。文部科学省からは、2012年度から2年間の学部設置申請を認めないという処分を受ける
- 2014年3月 全学部生が卒業
- 2015年3月 最後に残った大学院の研究生の在学期間が満了し、閉学

## 基礎データ

### 所在地
- 尼崎キャンパス（兵庫県尼崎市若王寺2丁目18-1）
- 東京サテライトキャンパス（東京都千代田区平河町）

## 教育および研究

### 学部
- 文学部 (2008年3月まで)
  - 人間学科
    - キリスト教学コース
    - 総合人間学コース

  - 英語英文学科
    - 英語学・コミュニケーションコース
    - 英文学・文化コース

  - 国際文化・言語学科
    - アジア研究コース
    - 日本研究コース
    - スペイン語圏コース
    - フランス語圏コース
- 人間文化共生学部
  - 多文化共生学科
    - 英語文化専攻
    - 文化共生専攻

  - 人間発達科学科
  - 人間文化学科
    - キリスト教文化コース
    - 人間文化コース

### 大学院
- 人文科学研究科（博士前期課程・博士後期課程）
  - 宗教文化専攻
  - 英語学英米文学専攻

### 附属機関
- キリスト教文化研究所
- 人文科学研究室
- 国際言語研究室
- 国際言語教育センター
- 情報科学教育センター
- 礼拝堂
- 図書館
- 日本グリーフケア研究所（2010年4月に上智大学へ移管）

## 大学関係者と組織

### 大学関係者組織
聖トマス大学の同窓会は旧英知大学とともに組織されており、「サピエンチア会」と称している。

### 大学関係者一覧

#### 元教職員
- 今道友信
- 石黒マリーローズ
- 多田智満子

#### 出身者
- 碇順治（スペイン学者、社会運動家）
- 岩国美弥子（ミス・ユニバース1976日本代表）
- 大上留利子（R&B歌手）
- ゼンジー・一億（タレント、手品師）※中退
- 増子二郎（ライトノベル作家）
- TACOS NAOMI（ミュージシャン）
- 神田瀧夢（コメディアン、俳優）
- 菱田信也（脚本家、舞台演出家）
- 廣畑涙嘉（牧師）
- 藤原正美（ラジオパーソナリティ）
- 一風亭初月（浪曲三味線）
- 桜田淳子（歌手、元女優）

## 施設

### 尼崎キャンパス
- 使用学部：文学部、人間文化共生学部
- 使用研究科：大学院人文科学研究科
- 交通アクセス（学校現存時の情報）：

阪急神戸本線園田駅より徒歩12分、または、尼崎市営バス11番聖トマス大学停留所下車
JR東海道本線（JR神戸線）・福知山線（宝塚線）・東西線尼崎駅より尼崎市営バス11番聖トマス大学停留所下車
阪神本線・なんば線尼崎駅より尼崎市営バス11番聖トマス大学停留所下車
JR福知山線塚口駅より徒歩15分
キャンパス内のサピエンチア・タワーにはキリスト教文化研究所や人文科学研究室が設置されている。また、礼拝堂（チャペル）や学生会館、留学生宿舎、クラブハウスなども完備されていた。
尼崎市営バスの停留所名も大学名改称日に変更された。なお、閉学後も停留所名はそのままであったが、2015年7月1日の路線改編に際し、「百合学院」に改名される。

### 東京サテライトキャンパス
- 使用学部：なし
- 使用研究科：大学院人文科学研究科

## 社会との関わり
- 大学に近い園田競馬場には「英知大学賞」というレースがあった。競馬ファンの教授の三浦太郎[16]に話があり2003年に開始するが、校名変更に伴いトマスの名前を冠した賞を行うことに反対する意見が学内にあり、4年で廃止される[17]。
- 2005年にJR福知山線脱線事故が発生したことにより、事故現場附近に設立されている聖トマス大学は、身近で大切な人の死に関する研究活動を行うために日本グリーフケア研究所を設立した。聖トマス大学が学生募集を停止した後、研究所はカトリック系の上智大学に承継され、上智大学グリーフケア研究所へ名称を変更している。